# イタリアのアルバニア侵攻
イタリアのアルバニア侵攻（イタリアのアルバニアしんこう、英語: Italian invasion of Albania）は、1939年4月7日から4月12日にかけて行われた戦いで、数日間の戦闘の後にアルバニアは降伏してイタリア王国の保護領となった。
敗北に伴いアルバニア国王ゾグー1世は亡命し、新たにイタリア国王ヴィットーリオ・エマヌエーレ3世がアルバニア王として戴冠した事でゾグー家からサヴォイア家に王位が移った。

## 背景
イタリア統一運動より長らく、アルバニア地方はイタリアにとっての地政学上の戦略的要地で有り続けた。主な理由としてアルバニアがアドリア海の沿岸部に位置している事が挙げられ、海軍の専門家達は特にヴロラ湾の重要性を説いていた。加えてアルバニアはバルカン半島に対する橋頭堡にもなりうる場所でもあった。従って幾度もイタリア王国はアルバニアへの干渉を試みている。
第一次世界大戦前、イタリア王国はオーストリア＝ハンガリー帝国と共に協力してアルバニア地方がオスマン帝国の支配下から逃れる事に助力した。続く第一次世界大戦では、戦後中部アルバニアをイタリアへ併合する事を参戦条件とし、英仏が承諾した事で参戦、オーストリア・ハンガリー軍との戦いに平行して南アルバニアの占領に成功したが、戦後ギリシャがイタリアのみが利益を得る事を許さず、南部アルバニアを要求したために、アルバニアは消滅の危機に晒される。このため英仏は約束を反故として、アルバニアを独立国として認める事になった。イタリアはアメリカ合衆国のウッドロウ・ウィルソン大統領の民族自決論に基づく圧力やアルバニア政府の非難などを受け、1920年に軍を撤退させざるを得なくなった。それから暫くアルバニア問題は過去の事になっていたが、ベニート・ムッソリーニのファシスト党が政権を奪取すると再びアルバニアへの干渉を再開した。
イタリアは独立達成後、政治的混乱が続いていたアルバニア共和国で独裁色を深めつつあったアフメト・ベイ・ゾグー大統領に接近し、経済面での援助を行い始めた。アルバニア住民は「アルバニア人」としての民族意識が薄く、国民意識形成の為に強力な中央集権政策を進めるゾグーとしても、強硬路線を続ける為には大国の後ろ盾が必要であった。かくして両者の友好関係が築かれる事になり、次第に武器や弾薬、燃料といった重要物資などの援助も受けるなど依存を深め、1930年代には完全にアルバニアはイタリアの経済植民地と化してしまった。予定通り事を進めたイタリアではあったが、ゾグーは最後の一線であるアルバニアの主権喪失だけは頑なに拒み続け、1934年には隣国ユーゴスラビアと外交を樹立（外交権は国家の主権の一つ）し、ムッソリーニを激怒させている。
ムッソリーニはイタリア王家の慎重論や国際世論の批判などから軍事行使は避けていたが、1939年にアドルフ・ヒトラー率いるナチス・ドイツがチェコスロバキアを軍事併合したのを目の当たりにすると、遂に占領を決断する。1939年3月25日、ティラナのゾグー（王政移行によりアルバニア王ゾグー1世と名乗っていた）に最後通牒が突きつけられた。その内容はアルバニアの主権を譲ればゾグーとその家族の生活は保障するとするもので、ゾグーがこれを拒絶した事でイタリアはアルバニアに宣戦布告した。

## 戦闘

サヴォイア朝アルバニア王国の旗。従来の物に両脇のファスケス（儀鉞）が加えられている。

1939年4月7日、アルフレド・グッツォーニ(Alfredo Guzzoni)将軍率いるイタリア陸軍数個連隊（22,000名）がイタリア海軍の護送艦隊により、四派に分けられて上陸した。イタリア陸軍は上陸初日にドゥラスを中心に防衛するアルバニア軍を一蹴して同市を占領。翌4月8日朝にはティラナの飛行場に擲弾兵一個連隊が到着し、大きな抵抗もなく首都が陥落した。市内にはイタリアの三色旗が掲げられ、市内の各新聞はイタリア軍を歓迎する号外を発行した。戦闘開始から四日後の4月10日までにイタリア軍はアルバニアのほぼ全土の占領を完了、追い詰められたゾグー1世はアルバニアを捨てて家族と共にイギリスに亡命した。
残されたアルバニア議会は4月12日に国を捨てたゾグーの王位を無効として彼の廃位を議決すると共に、イタリア王ヴィットーリオ・エマヌエーレ3世を新たなアルバニア王に選出すると宣言を出した。事実上の降伏を認めた議会はアルバニアを王の庇護によりイタリア王国の同君連合として扱ってくれるよう嘆願したこともあり、イタリアの新聞各紙では併合ではなく連合とする言葉を用いて報道した。
連合に移行するまでの暫定首相にシェフチェト・ベイ・ヴェルラツィ（Shefqet Bej Vërlaci）を選んだ。シェフチェトはヴィットーリオ・エマヌエーレ3世がローマのクィリナーレ宮殿で戴冠式を行う4月17日まで首相職に留まった。イタリア王にしてアルバニア王となったヴィットーリオ・エマヌエーレ3世は前イタリア大使フランチェスコ・ジャコモニ・ディ・サン・サヴィオ(Francesco Jacomoni)を「国王の代理人」としてアルバニア統治を委ねた。

## 占領下でのアルバニア

### イタリア統治時代
1939年4月15日、イタリア王国の従属国となったアルバニア王国は宗主国に歩調を合わせて国際連盟から脱退した。その後、イタリアはフランスの敗北が決定的になった1940年6月10日、イギリス、フランスと開戦し、さらに1941年12月には日本とアメリカが戦争状態に入ったことを受けてドイツと共にアメリカに宣戦布告するなど、日本・ドイツと並ぶ枢軸国の一国として本格的に参戦することになるがアルバニアの統治は確実にその深度を増していった。
1939年6月3日、アルバニア外務省に解散命令が出され、職員はイタリア外務省のアルバニア大使館職員として吸収された。アルバニア政府の外務大臣ジェミル・ベイ・ディノー(Xhemil Dino)もイタリア政府のアルバニア駐在大使に転任した。国家ファシスト党の影響を受けて結成されたアルバニア・ファシスト党（PFSh）が政権を担当し、アルバニア軍の各部隊はイタリア国防省の指揮下に移され、1940年には正式にイタリア陸軍に外国人師団として統合された。また各地のイタリア人入植者を集めて幾つかの黒シャツ師団が新規編成されたが、PFSh党の部隊（アルバニア民兵隊、アルバニア黒シャツ隊）がこれらの補充要員として編入された。
1939年9月に第二次世界大戦が始まり、1940年10月28日にイタリアがギリシャに侵攻を開始する（ギリシャ・イタリア戦争）と、補助戦力としてのアルバニア人師団が各地で編成された。アルバニア政府、及びイタリア政府はゾグー時代から唱えられた大アルバニア主義を鼓舞し、アルバニア人の国家主義者も戦争を歓迎した。だが現実にはアルバニア人兵士の士気は非常に低く、戦う者よりギリシャ人に投降したりパルチザン化するものの方が多く、イタリア陸軍の手間を増やしただけに終わった。ドイツの参戦（ギリシャの戦い）でなんとか勝利に帰した後、イタリアが獲得したギリシャ領の一部はアルバニアに編入され大アルバニアが実現したがあくまで形式上に過ぎず、実際はアルバニア本土も含めてイタリアによる統治が行われた（イタリア化）。

### ドイツ統治時代
1943年9月にイタリア王国が連合国に降伏した事で占領統治は終焉を迎えるが、次いでドイツ軍の占領下に置かれてしまった為にイギリスのゾグーは帰国できなかった。一方、アルバニアの国家主義者はアルバニア・ファシスト党を再編して大アルバニア防衛を結成すると進駐してきたドイツ軍に加担し、今度はナチ党を模倣したアルバニア国家社会主義党を結党した。ドイツは第21SS武装山岳師団「スカンデルベク」を編成して（かつてイタリアがそうした様に）彼らを戦力化したが、大量の脱走兵を出したスカンデルベク師団は半年余りでアルバニア人部隊からドイツ人部隊へと再編された。
占領から開放されたアルバニアではゾグー派の国家主義者とソビエト連邦の支援を得たパルチザンが争い、後者が勝利を得てアルバニア人民共和国が成立した。エンヴェル・ホッジャの指導の下で安定を得たアルバニアにゾグーの戻る余地は無く、そのままフランスで客死した。数十年後の1997年に共産政権が崩壊した後には息子のレカ1世が王位即位を宣言するが、国民投票で敗北して国外に退去した。